# عبد الله السطاتي
عبد الله السطاتي لاعب كرة قدم، ومدرب مغربي. من مواليد مدينة سطات المغربية. لعب لفريق المدينة نادي النهضة السطاتية، و للمنتخب الوطني المغربي، كما مارس التدريب، ودرب فريقه نادي النهضة السطاتية، و له تاريخ مع المغرب الفاسي  ، ودرب كذلك المنتخب الوطني المغربي، وبالتالي يمكن اعتبار عبد الله السطاتي من أبزر المدربين المغاربة.